# Macaranga saccifera
Macaranga saccifera är en törelväxtart som beskrevs av Ferdinand Albin Pax. Macaranga saccifera ingår i släktet Macaranga och familjen törelväxter. Inga underarter finns listade i Catalogue of Life.